# 上石見站
上石見站（日语：／ Kamiiwami eki */?）是位於鳥取縣日野郡日南町中石見字寺之前，屬於西日本旅客鐵道（JR西日本）的伯備線車站。本站是伯備線中海拔最高車站，因此設有別名「日南高原之站」。

## 歷史
- 1924年（大正13年）12月6日 - 伯備北線（現時為伯備線）生山站至此站開業，此終點站啟用。
  - 當時車站地址為鳥取縣日野郡石見村中石見字寺之前。
- 1926年（大正15年）12月1日 - 伯備北線延伸至足立站，成為中途站。
- 1928年（昭和3年）
  - 10月25日 - 伯備北線成為伯備線一部分。同日此站至足立站方向的列車暫停運行。
  - 11月25日 - 此站以南區間重開。
- 1959年（昭和34年）4月1日 - 隨著日南町成立，車站地址為鳥取縣日野郡日南町中石見字寺之前。
- 1987年（昭和62年）4月1日 - 伴隨國鐵分割民營化，車站由西日本旅客鐵道（JR西日本）營運。
- 2017年（平成29年）4月 - 成為無人車站。
- 2018年（平成30年）
  - 7月 - 發生豪雨，使新見、岡山方向的列車暫停服務。所有從米子方向的列車在此站折返。
  - 8月1日 - 新見、岡山方向的列車重開。

## 車站構造

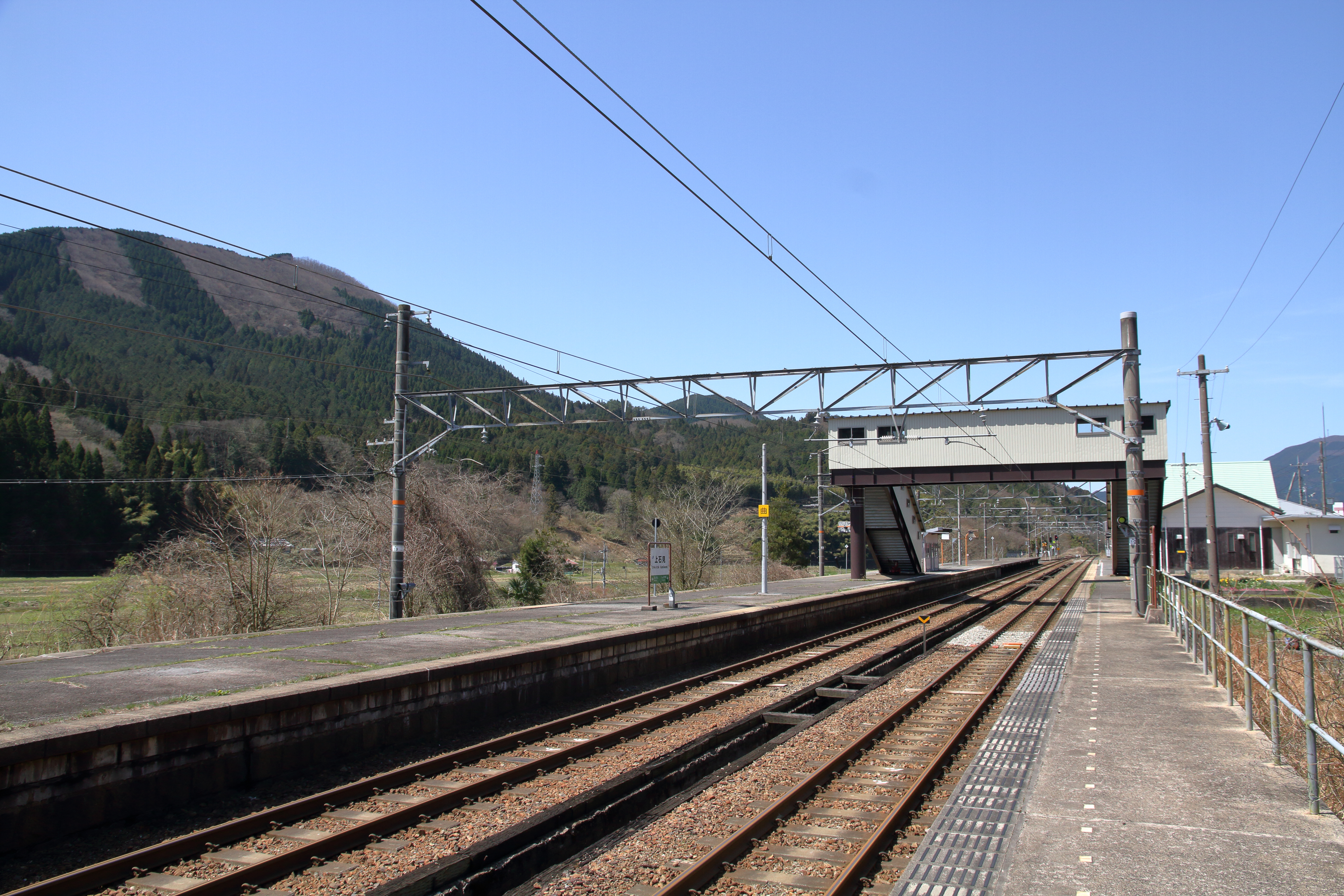
月台（2024年4月）

本站是地面車站，設有2面3線的單式和島式月台，可進行列車交會與待避。站房位於1號月台（單式月台）旁邊，月台之間設有跨線橋連接。本站是由米子站管理的無人車站。站內同時設有餐廳。在2017年3月前，車站為簡易委託車站，當時設有售票櫃臺。
平日與星期六早上設有從新鄉直通至赤穗線播州赤穗的普通列車。該列車會以不載客列車前往此站折返至新鄉站。

### 月台
| 月台 | 路線   | 上下行 | 方向           | 備註             |
| ---- | ------ | ------ | -------------- | ---------------- |
| 1    | 伯備線 | 上り   | 新見、岡山方向 |                  |
| 2    | 伯備線 | 下行   | 米子方向       |                  |
| 3    | 伯備線 | 上行   | 新見、岡山方向 | 只有部分列車使用 |

1號月台為上行本線，2號月台為下行本線，3號月台為上下行副本線，可讓上下行列車使用。截至2015年11月20日，設有列車使用該月台等待特急通過。

## 使用狀況
以下為近年1日平均上下車人次列表：
| 乘車人次變化 | 乘車人次變化      |
| 年度         | 1日平均上下車人次 |
| ------------ | ----------------- |
| 2012年       | 23                |
| 2013年       | 22                |
| 2014年       | 24                |
| 2015年       | 24                |

## 車站周邊
- 上石見郵局
- 鳥取縣道8號新見日南線（日语：岡山県道・鳥取県道8号新見日南線）
- 鳥取縣道211號豬子原上石見停車場線（日语：鳥取県道211号猪子原上石見停車場線）

## 相鄰車站
西日本旅客鐵道
 伯備線
新鄉－上石見－（下石見號誌站）－生山

## 注腳
1. ↑  交通新聞社《JR時刻表》2015年12月號
2. ↑  国土数値情報(駅別乗降客数データ)  （页面存档备份，存于） - 國土交通省，2019年7月4日參閲

## 外部連結
- 上石見｜車站資訊：JR出門網 - 西日本旅客鐵道